# Ormosia altimontana
Ormosia altimontana é uma árvore da família Fabaceae.
A espécie foi descrita pela primeira vez pelos botânicos brasileiros José Eduardo Meireles e Haroldo Cavalcante de Lima no dia 4 de novembro de 2013.
Ela mostra afinidades morfológicas com O. friburgensis e O. ruddiana, das quais se distingue por apresentar flores ligeiramente maiores, menos folíolos e por esses folíolos possuírem nervuras secundárias proeminentes, face abaxial tomentosa e pulvínulos maiores.